# Furth (Neuss)
Die Furth, auch als Neusserfurth bekannt, ist ein Stadtteil von Neuss und erstreckt sich nördlich vom Stadtkern, von diesem durch den Hauptbahnhof und dessen Gleisanlagen getrennt, bis zur Stadtgrenze nach Kaarst. Mit Stand vom 31. Dezember 2021 leben hier 22.379 Menschen. Weitere Bezirke der Nordstadt werden teilweise umgangssprachlich auch zur Furth gerechnet, obwohl sie eigenständige Stadtbezirke sind. So findet beispielsweise das Further Schützenfest auf dem auf der Grenze zwischen Weißenberg und Vogelsang liegenden Kirmesplatz statt.
Die Furth kam, wie auch der Bezirk Vogelsang, im Rahmen einer Gemeindeneuordnung 1913 von der Stadt Kaarst zu Neuss. Seit der Gebietsreform, die am 1. Januar 1975 in Kraft trat, besteht der Stadtteil aus den drei Neusser Stadtbezirken Furth-Süd, Furth-Mitte und Furth-Nord. 

## Veranstaltungen
Jährlich zu Pfingsten findet das Further Schützenfest statt (Volks- und Heimatfest Neuss-Furth). An Nikolaus findet ein traditioneller Nikolausmarkt statt.

## Öffentliche Einrichtungen

### Erholungsanlage Jröne Meerke
Die Erholungsanlage Jröne Meerke liegt im Norden des Bezirks Furth-Mitte und ist Teil eines Grünzuges, der sich durch die Stadt Neuss zieht. In den 1970er Jahren wurde der Baggersee zu einer öffentlichen Grünanlage mit Spiel- und Grillmöglichkeiten umgebaut.

### Weitere Einrichtungen
- Agentur für Arbeit Neuss
- Jobcenter Rhein-Kreis Neuss
- Johanna-Etienne-Krankenhaus (St. Augustinus Gruppe)[3]
- Further Hof (Familienbildungsstätte und Stadtteilzentrum der AWO Neuss)[4][5]
- Willi-Graf-Haus (Familienbildungsstätte der Diakonie Neuss)[6]

## Schulen
- Marie-Curie-Gymnasium
- Gesamtschule Nordstadt
- Leo-Grundschule
- Burgunderschule (Grundschule)
- Schule am Nordpark (Förderschule mit dem Förderschwerpunkt geistige Entwicklung)

## Kirchen
Katholische Kirchen (Seelsorgebereich Neuss-Nord):
- Christ König
- St. Josef
- St. Thomas Morus
- Heilig Geist

Evangelische Kirchen:
- Reformationskirche